# Mossano
Mossano (Mosàn /mo'saŋ/ in veneto) è un municipio di 1 791 abitanti di Barbarano Mossano nella provincia di Vicenza in Veneto. Fino al 16 febbraio 2018 ha costituito un comune autonomo.

## Geografia fisica
Dalle colline di Mossano scendono dei torrenti che, fino alle bonifiche del Cinquecento, rendevano paludosa la zona di pianura, formando due laghi che sono ricordati dai documenti: il major a Montruglio e il minor a Mezzana. L'acqua dei torrenti, incanalata nei "ghebi" o canali di scolo, azionava dodici mulini, che hanno continuato a funzionare fino al secondo dopoguerra.
A Mossano esistono alcune fonti termali, come il "Bagno di Mossano", fino alla seconda metà del Novecento utilizzate per i bagni e per lavare i panni.

## Origini del nome
Diverse sono le ipotesi sulla derivazione del toponimo, ma nessuna provata:
- Mons Sanus, termine latino descrittivo
- Mussius, nome proprio romano
- Mozza, termine mediterraneo riferito alle caratteristiche del suolo

## Storia

### Preistoria
Le pareti rocciose, gli strapiombi e i covoli delle colline sovrastanti Mossano favorirono già nel Paleolitico l'insediamento umano; due le grotte più importanti, in cui abitarono uomini preistorici: la grotta di San Bernardino e quella di Paina.
La prima, sito archeologico di rilievo europeo - in essa fu trovato uno dei focolari più antichi del continente, databile a 250.000 - 200.000 anni fa - è ancora fonte di studi riguardante il periodo Paleolitico, in particolare riguardo alle scoperte che indicano la presenza dell'uomo di Neanderthal: resti scheletrici di animali consumati (cervo, capriolo, alce, camoscio, bisonte), ma anche manufatti di selce come punte e raschiatoi. La presenza dell'uomo non era costante e nei periodi di abbandono essa fu frequentata dall'orso delle caverne.
La scoperta fu effettuata dall'équipe di scienziati del dipartimento di Paleontologia della facoltà di Scienze dell'Università di Ferrara; le ricerche durarono per oltre trent'anni, dirette dai prof. Pietro Leonardi prima, e Alberto Broglio poi. L'industria dei focolari superiori per le sue caratteristiche è stata denominata "bernardiniana", in onore dell'importanza del sito di Mossano.
Anche in altre grotte di Mossano, come quelle di Paina e del Col de la Stria, è stata attestata la presenza sporadica di cacciatori di alci e di cervi, mentre nei periodi di assenza dell'uomo erano frequentate dall'orso delle caverne, dal leone e dalla iena.

### Medioevo
Fino al XIII secolo Mossano risulta - sia sotto l'aspetto ecclesiastico che civile - sotto la giurisdizione di Barbarano Vicentino; la chiesa di San Pietro Apostolo di Mossano era una cappella dipendente dalla pieve di Santa Maria Assunta di Barbarano e il paese, insieme con quello di Villaga, faceva parte della Vicinia di Barbarano.
Verso la fine del XIII secolo la giurisdizione di Barbarano venne smembrata e furono creati i tre Comuni autonomi di Barbarano, Mossano e Villaga. In questo periodo Mossano era possesso dei Pilo conti di Sossano. Verso la metà del Trecento, durante la dominazione scaligera, il territorio di Mossano fu soggetto, sotto l'aspetto amministrativo e fiscale, al Vicariato civile di Barbarano e tale rimase sino alla fine del XVIII secolo.
Nelle sue Croniche, il Pagliarino parla di un castello che era posto sulla sommità del monte e che fu distrutto dai Padovani nel 1314, ma di tale fortificazione non esiste traccia in alcun documento. Considerando la sua posizione strategica sul colle, si può pensare che fosse situato sul luogo in cui nel XVII secolo fu costruita Villa Pigafetta Camerini, nella cui proprietà vi è anche l'antica torre di Ponte di Mossano.

### Epoca moderna e contemporanea
Quando venne a Vicenza nel 1423 e nel 1433, il francescano fra' Bernardino da Siena dimorava presso il poco lontano convento di San Pancrazio, ma si ritirava in eremitaggio presso la grotta preistorica di Palù che da lui prese il nome. Per la fama di santità di Bernardino, la grotta divenne ben presto luogo di culto, come testimonia una Madonna con putto scavati nella parete del covolo.
Nel 1510, durante la guerra della Lega di Cambrai, nella grotta avvenne l'eccidio di circa 1 200 abitanti del paese che, per sfuggire all'esercito imperiale, avevano cercato rifugio al suo interno, ma furono soffocati dal fumo appiccato dalle truppe. Ogni anno a Mossano, il 20 maggio, festa di san Bernardino, la parrocchia festeggia il santo con una processione e una messa nella grotta.

### Simboli
Lo stemma e il gonfalone del comune di Mossano erano stati concessi con decreto del presidente della Repubblica del 2008.
Il gonfalone era un drappo troncato di rosso e di bianco.

## Monumenti e luoghi d'interesse
Oltre alle grotte, altri siti di rilevanza storica sono "Le Prigioni" — una fortificazione scavata nella roccia contenente camere, scale, logge e finestre — e la villa Pigafetta Camerini.
Interessante dal punto di vista paesaggistico la Valle dei Mulini, dove sono dislocati una serie di mulini sorti nelle vicinanze del torrente.

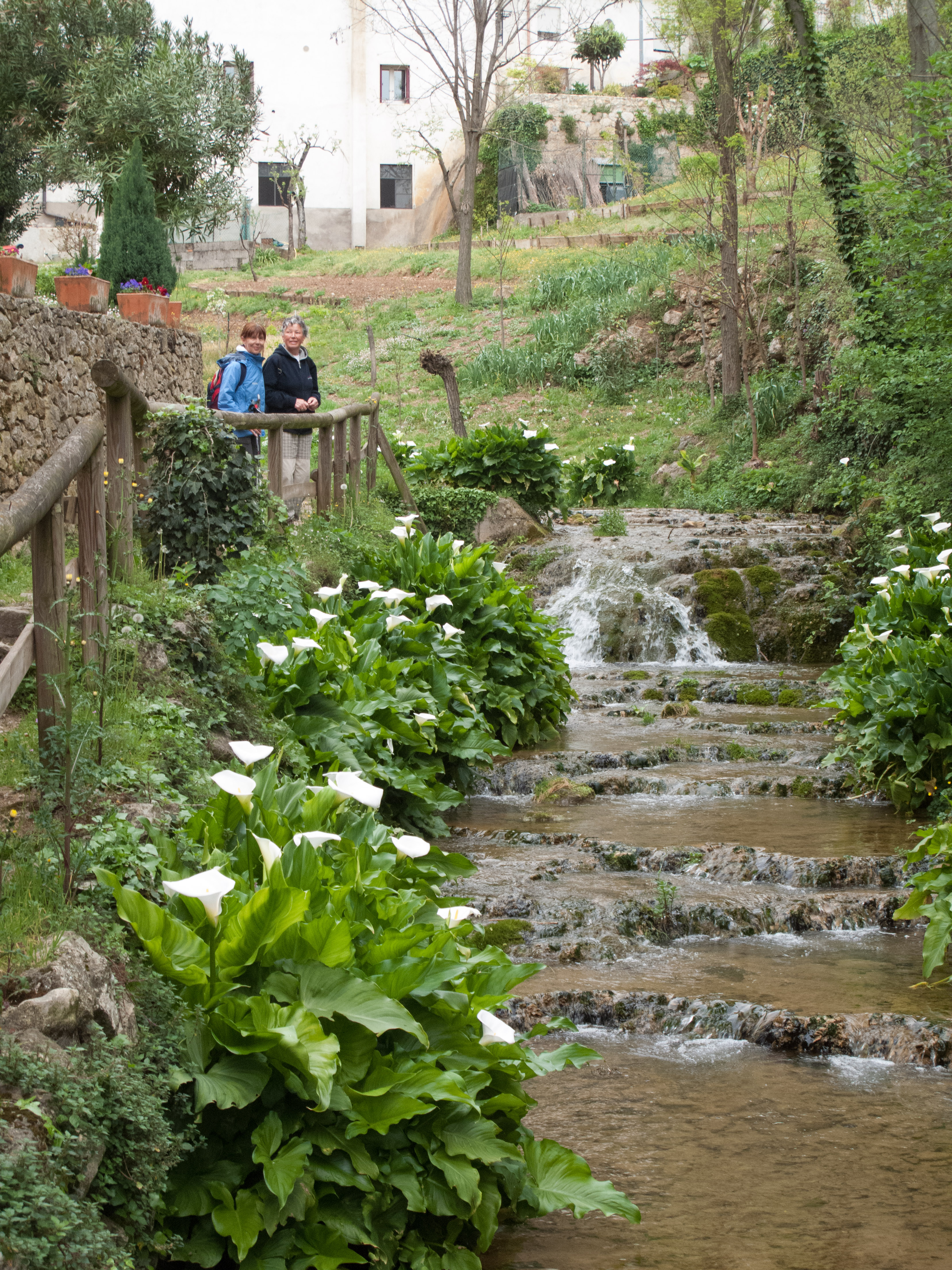
Valle dei Mulini
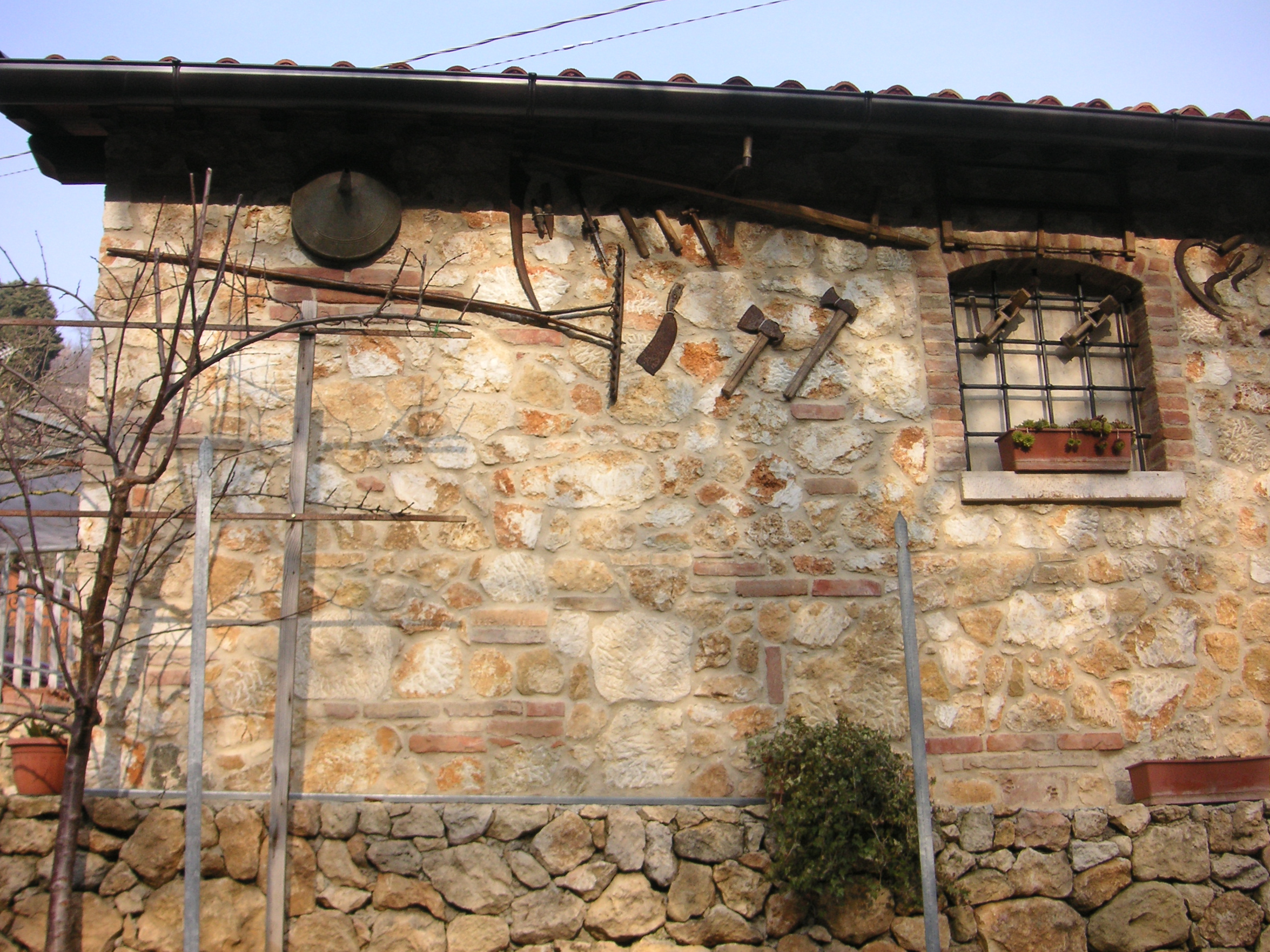
Casa rurale in Valle dei Mulini
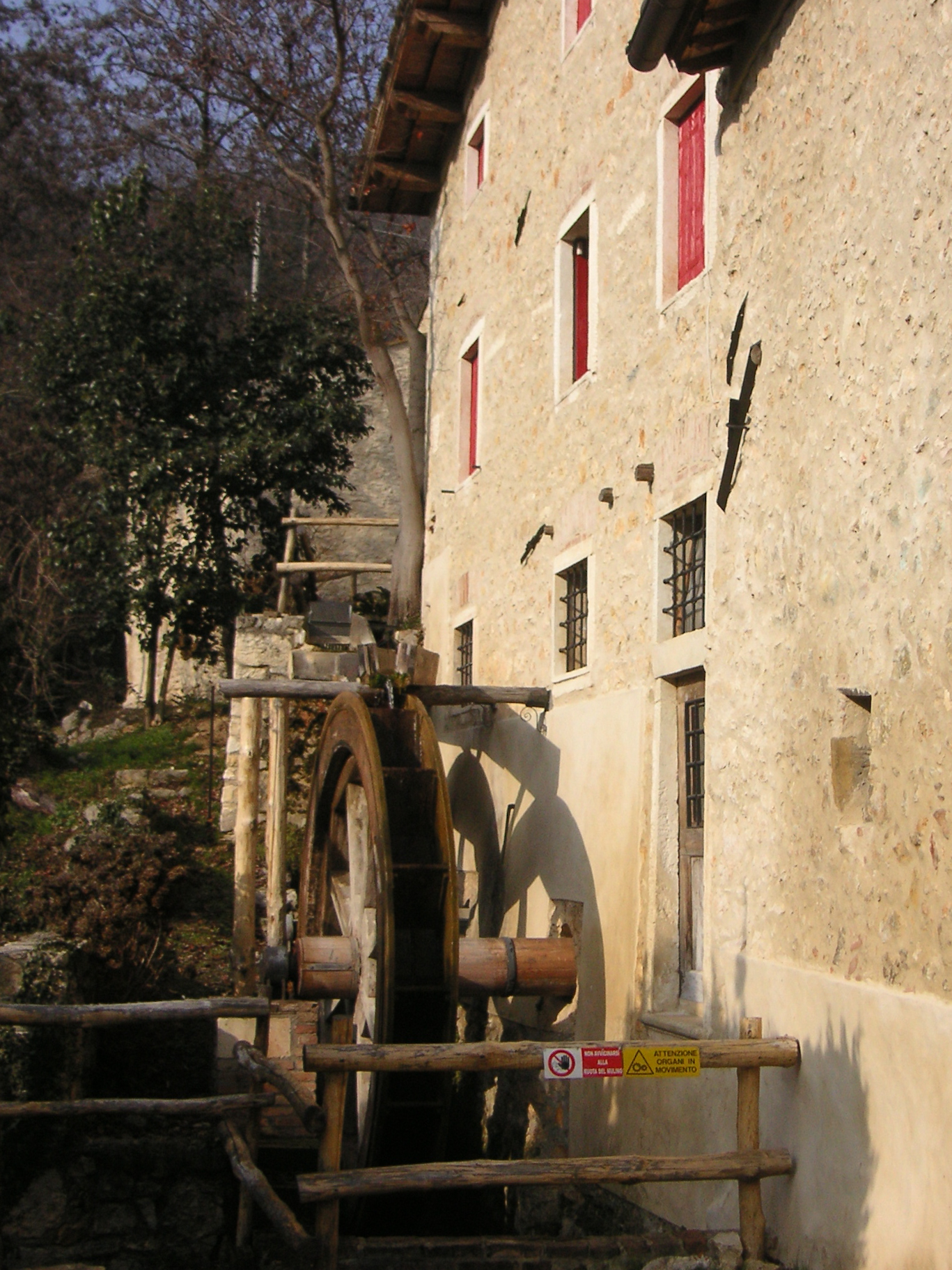
Mulino

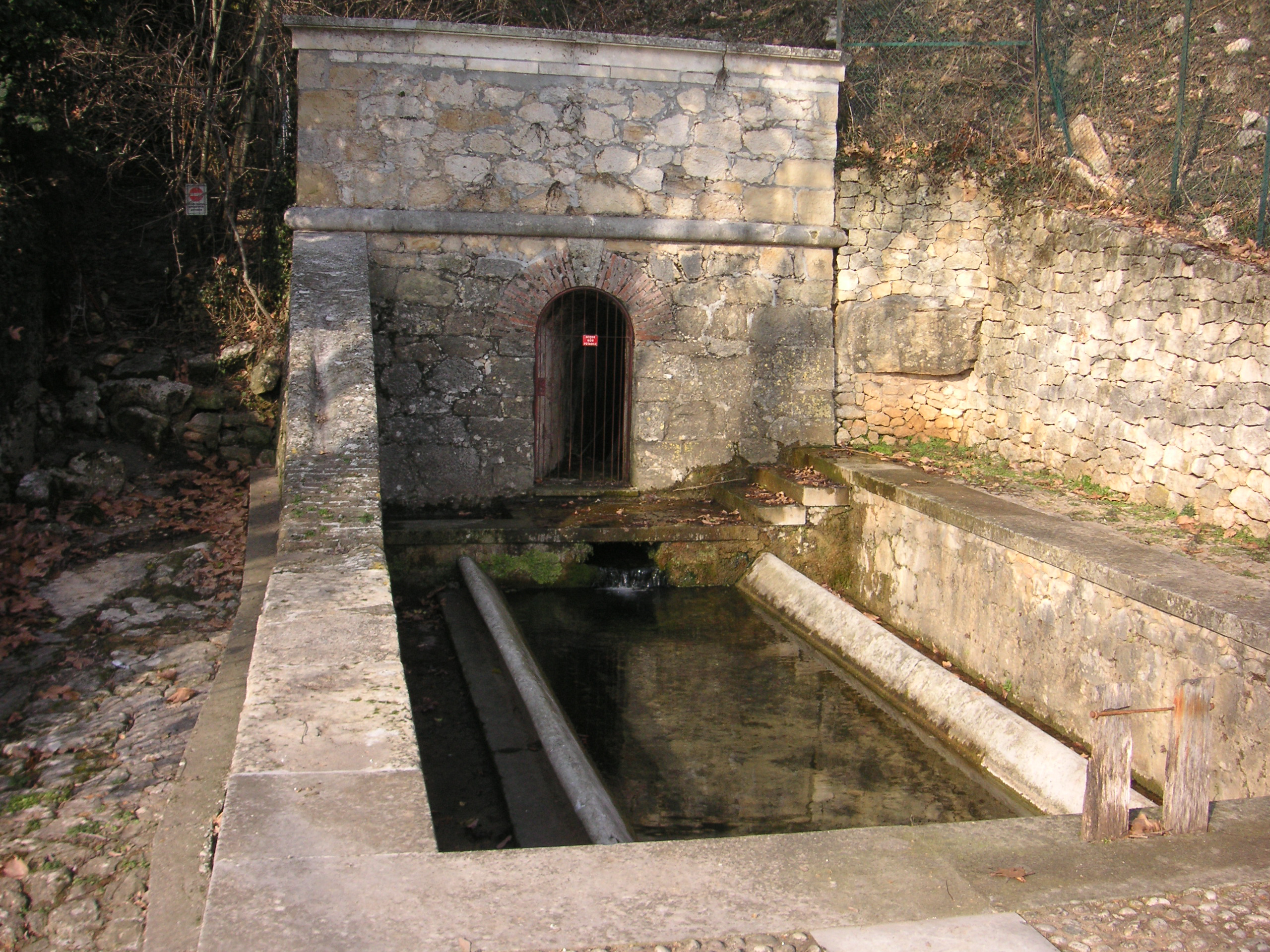
Antico albio
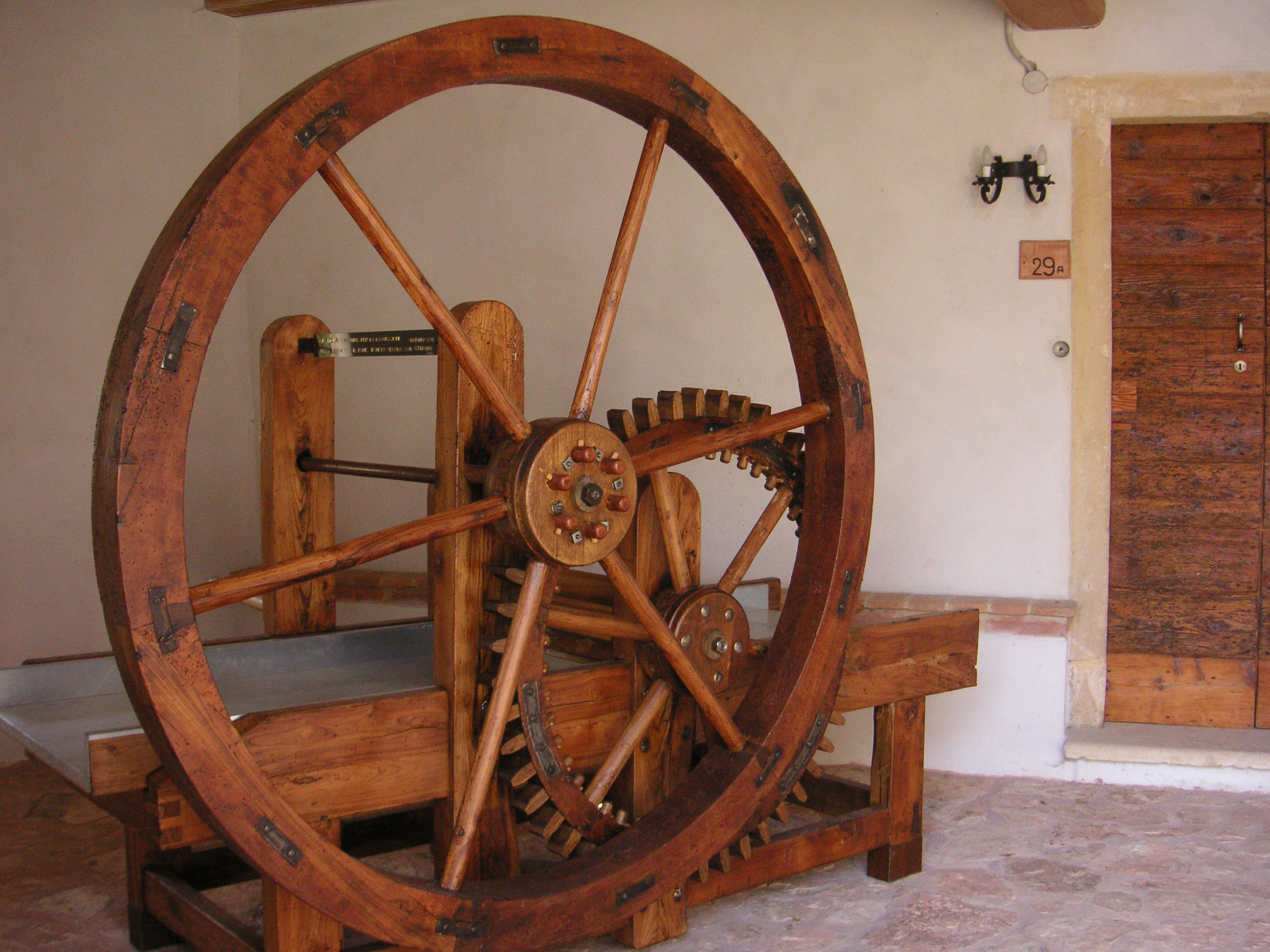
Ruota di mulino
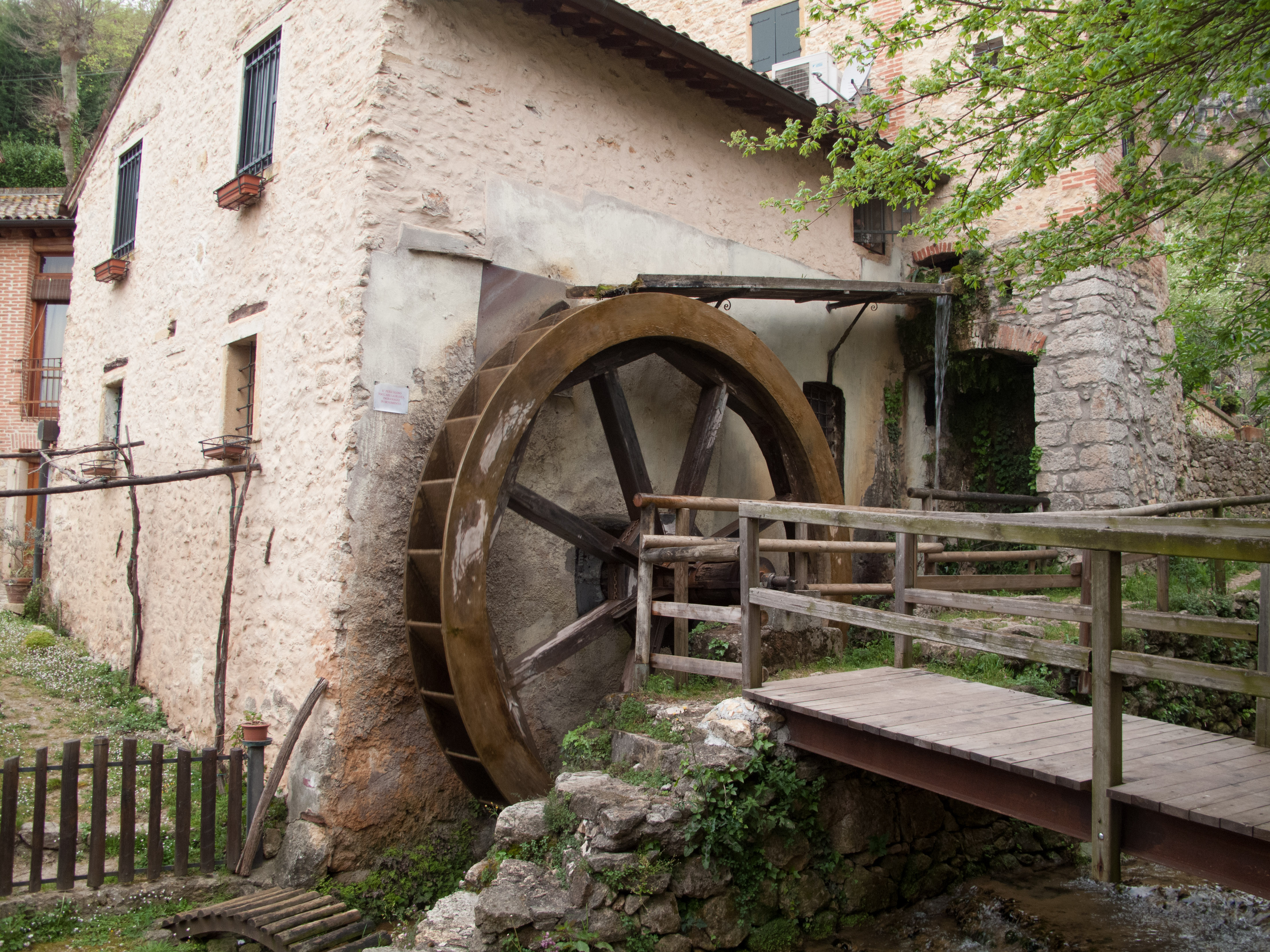
Mulino

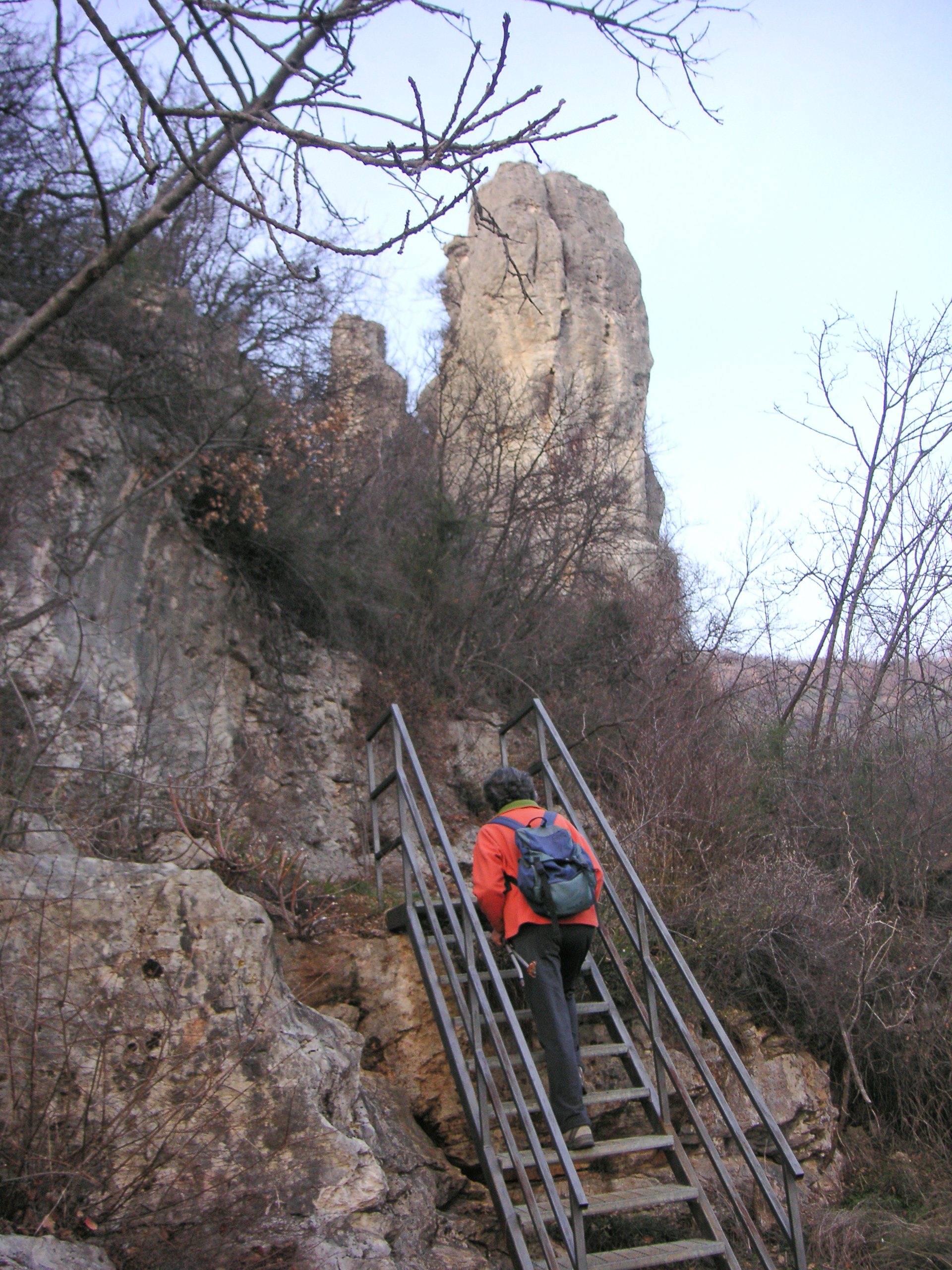
Verso l'imbocco della grotta di San Bernardino
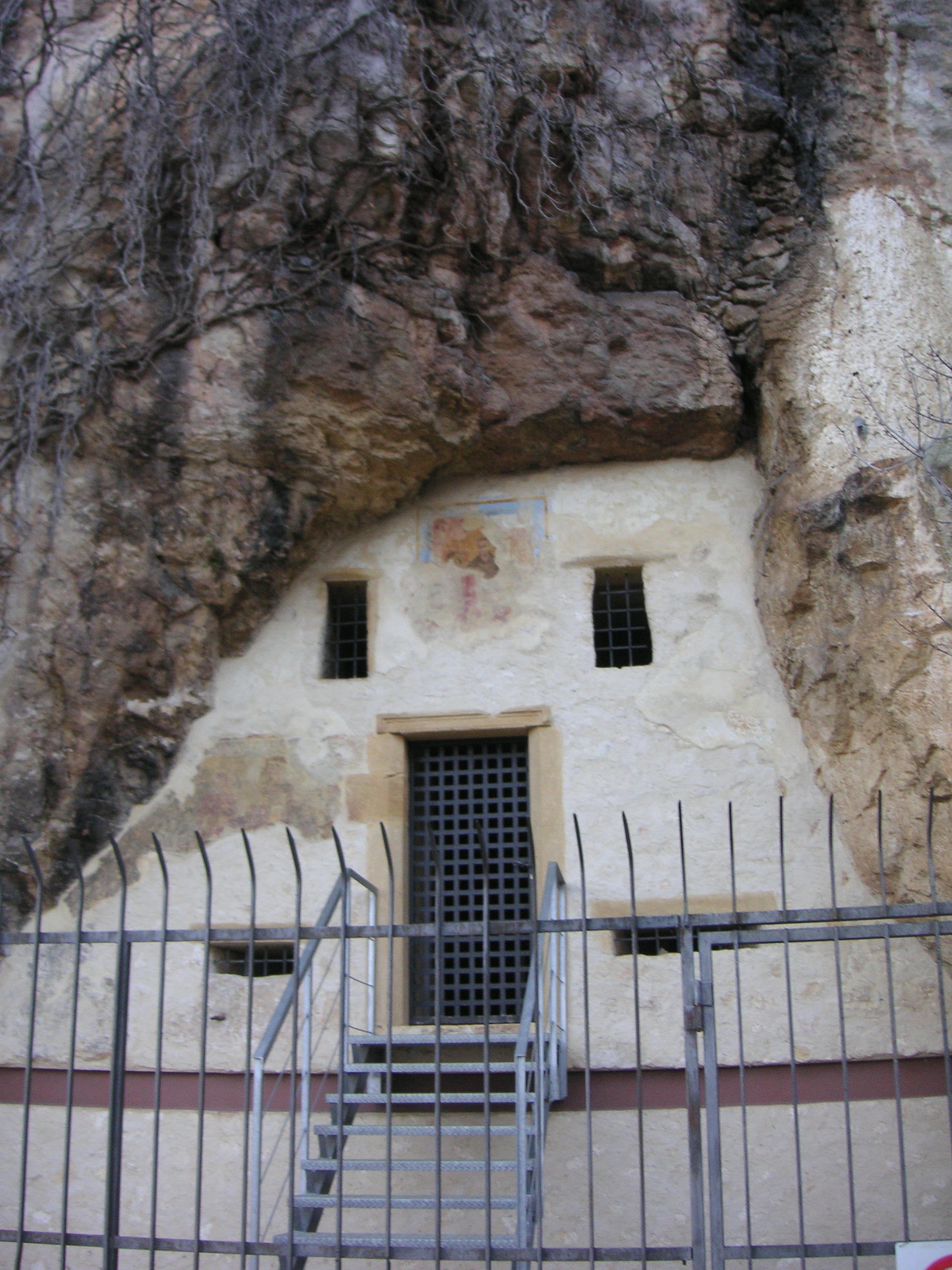
La facciata che chiude l'ingresso alla grotta di San Bernardino
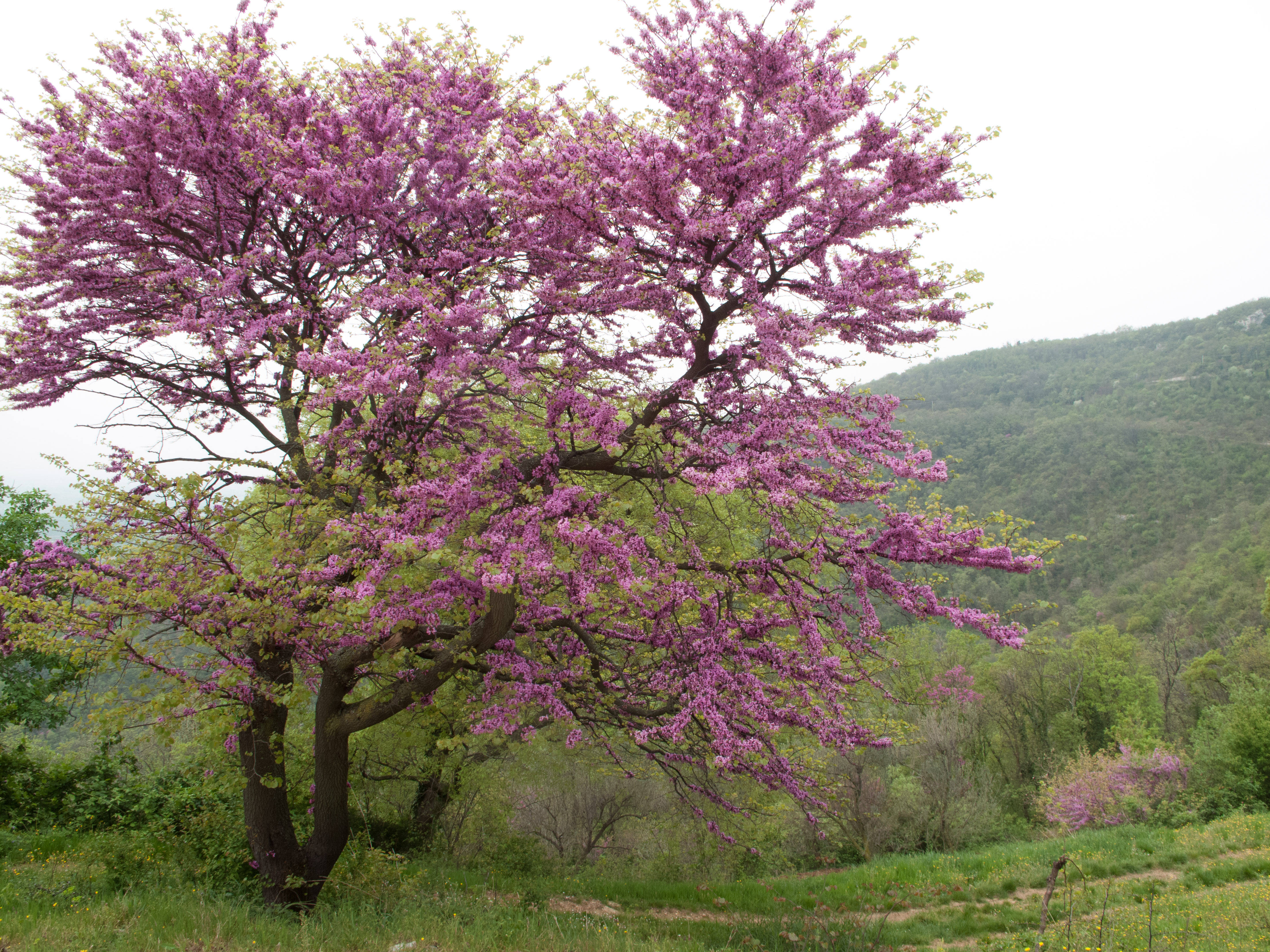
Albero di Giuda, sul sentiero di San Bernardino

## Società

### Evoluzione demografica
Abitanti censiti

## Cultura
Vi sono una scuola dell'infanzia a Ponte di Mossano e una scuola primaria nel capoluogo. A Ponte vi è anche la Biblioteca comunale, che fa parte della rete di biblioteche vicentine online.

### Eventi
- Sagra delle Rose in giugno, in località Ponte di Mossano
- Festa del Pescegatto, l'ultima domenica di giugno
- Festa della Valle dei Mulini, la prima domenica di luglio
- Festa della Trebbiatura, la prima domenica di agosto
- Festa dell'arna, la prima domenica di ottobre

Territorio dell'ex comune di Mossano all'interno della provincia di Vicenza

## Geografia antropica
All'interno del municipio di Mossano sono compresi i centri abitati di Ponte di Mossano (con circa 280 abitanti) e San Giovanni in Monte, quest'ultimo al confine con l'ex comune di Barbarano Vicentino.
Altre località o contrade sono: Crosara, Fossarosa, Olmi, Palù e Prietta.

## Infrastrutture e trasporti
Fra il 1887 e il 1979 la località fu servita dalla fermata Ponte di Mossano della tranvia Vicenza-Noventa-Montagnana, gestita dalla società Ferrovie e Tramvie Vicentine.

## Amministrazione
Comune autonomo sino al 2018, il comune era stato soppresso una prima volta già nel 1939, quando il suo territorio venne aggregato al comune di Barbarano Vicentino; nel 1947 il comune venne ricostituito.